# منطقه آزاد تجاری-صنعتی اردبیل
منطقه آزاد تجاری-صنعتی اردبیل در استان اردبیل به مساحت ۱۰۶۰۰ هکتار شامل شهرستان‌های بیله سوار،اردبیل، پارس‌آباد در شمال‌غرب ایران واقع شده‌است. منطقه آزاد اردبیل به همراه شش منطقه دیگر از استان‌های گلستان (اینچه‌برون)، ایلام (مهران)، اردبیل (بیله سوار)، سیستان و بلوچستان (سیستان)، کردستان (بانه مریوان)، بوشهر (بوشهر)، کرمانشاه (قصر شیرین) در ۱۵ اردیبهشت ۱۴۰۰ در مجمع تشخیص مصلحت نظام به تصویب نهایی رسید. استان اردبیل دارای ۳۸۰ کیلومتر مرز خشکی با جمهوری آذربایجان میباشد .

## اهداف از ایجاد منطقه آزاد اردبیل
استان اردبیل به دلیل همجواری با کشور جمهوری آذربایجان و با دارا بودن بیش از ۳۸۰ کیلومتر مرز زمینی با فاصله بسیار اندک از شهرهای مصوب منطقه آزاد، جهت افزایش مراودات اقتصادی با این کشور و قفقاز مورد تصویب قرار گرفته است. اتصال راه آهن اردبیل-پارس آباد ، ایجاد بندر خشک در اصلاندوز ،کشت و صنعت مغان و تولید و صادرات محصولات کشاورزی به میزان سه میلیون تن از مهمترین این اهداف میباشد. بهره‌گیری از قانون مزیت ارزش افزوده برای واحدهای تولیدی منطقه، آزادی کامل ورود و خروج سرمایه و سود حاصل از فعالیت‌های اقتصادی، مقررات صادرات و واردات و امور گمرکی خاص در منطقه آزاد و عدم نیاز به صدور روادید (ویزا) برای ورود و خروج اتباع خارجی از مبادی ورودی و خروجی مجاز منطقه از مزایای مناطق آزاد محسوب می‌شود.

## افتتاح دفتر منطقه آزاد اردبیل در بیله سوار
در ۱۷ شهریور ۱۴۰۳ همزمان به سفر استاندار وقت اردبیل به منطقه بیله سوار ، این شهر به عنوان فاز اول  منطقه آزاد اردبیل شروع بکار کرد. پس از آن، دیگر مناطق پارس آباد، اردبیل و نمین نیز به منطقه آزاد اردبیل به دلیل دارا بودن مرز زمینی با کشور آذربایجان الحاق خواهد شد. استان اردبیل دارای ۳۸۰ کیلومتر مرز زمینی با کشور آذربایجان می‌باشد.